# رودجر ويلتون يونغ
رودجر ويلتون يونغ (بالإنجليزية: Rodger Wilton Young)‏ هو عسكري أمريكي، ولد في 28 أبريل 1918 في كلايد في الولايات المتحدة، وتوفي في 31 يوليو 1943 في New Georgia ‏ في جزر سليمان.